# Sotillo
För andra betydelser, se Sotillo (olika betydelser).
Sotillo är en ort och kommun i provinsen Segovia i den autonoma regionen Kastilien och León i centrala Spanien. Orten ligger cirka 53 kilometer nordost om Segovia. Kommunen har 30 invånare (2024), på en yta av 20,33 km².
Samhället hade 308 invånare (1910), 1950 uppgick antalet invånare till 295, men hade 1970 minskat till 126 personer. Sedan 1990-talet har kommunens befolkning närmast varit oförändrad.

## Orter
Orter (núcleos) i kommunen Sotillo (inom parentes invånarantal 1 januari 2023):

- Fresneda de Sepúlveda (2)
- Sotillo (28)

I kommunen finns även den avfolkade byn Alameda.